# Palatul Telefoanelor din Sibiu
Palatul Telefoanelor Sibiu este amplasat pe bulevardul pietonal Nicolae Balcescu, la numarul 13, clădirea Palatului Telefoanelor din Sibiu a fost construit în anul 1946 de o companie americană pentru oficiul telefoanelor.
De fapt Societatea Anonima Română a Telefoanelor (SRAT) era deținută de americani care controlau 90% din acțiuni prin ITT International Telephone & Telegraph (SUA). 
```
• 1948 – prin naționalizare, Societatea Anonimă 
```

Română de Telefoane (SART) intră în proprietatea 
statului și administrarea acesteia este atribuită 
unui nou minister, al Poștelor și Telecomunicațiilor, 
activitatea prestată fiind denumită PTTR.
În perioada interbelică a fost o dorință și o nevoie intensă de conectare la rețeaua de comunicații din Europa și astfel în România s-au deschis noi linii telefonice aproape în toată țara. Astfel în scurt timp s-a observat beneficiile la conectarea în mod direct cu Europa dar și în interiorul țării. Pe lânga multiplele beneficii economice au fost și beneficii de imagine deoarece statul putea comunica mult mai bine cu cetățenii din toată țara.
În anul 2017 Telekom România vinde prin licitație publică Palatul Telefoanelor din Sibiu. Proprietara actuală a imobilului situat pe strada Bălcescu nr 13 este familia omului de afaceri sibian Ioan Alin Tatu.
Arhitectura clădirii este foarte asemanatoare cu clădirea ce aparține Metropolitan Club din New York, SUA.
După ample procese de renovare și modernizare, ținându-se cont de originile americane ale proiectului, clădirea a fost rebranduită The huB13. 
În prezent în clădire funcționează Hostel B13 , cel mai mare hostel din România - 180 locuri de cazare, Burger Bar 2.0, Fabrica de bere artizanală - Beer Factory, restaurantul Ribs & Beer, o agenție Telekom, Oldies Pub.